# Radio România Antena Satelor
Radio România Antena Satelor (abreviat AAS) este al treilea post de radio al Societății Române de Radiodifuziune (SRR), fondat pe 25 decembrie 1991. Se adresează exclusiv mediului rural prin dezbaterea problemelor reale ale satului românesc. Este cunoscut ca fiind singurul post de radio din Europa de acest tip.

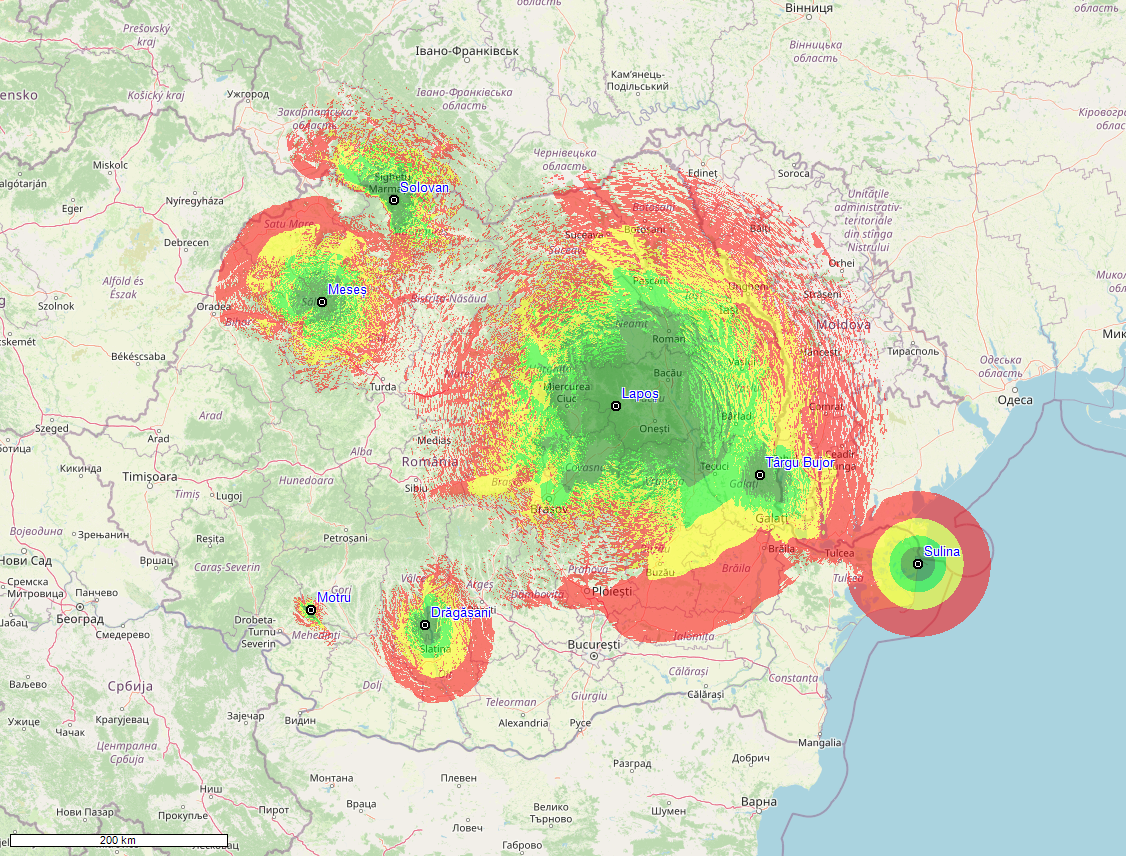
Acoperire aproximativă a semnalului Antenei Satelor pe FM.
Recepționat de orice receiver în zonă
Recepționat bine de un receiver slab al mașinii
Recepționat bine de un receiver puternic al mașinii / de un receiver slab al mașinii (dar cu probleme)
Recepționat de un receiver puternic al mașinii (dar cu probleme)

     Recepționat de orice receiver în zonă
     Recepționat bine de un receiver slab al mașinii
     Recepționat bine de un receiver puternic al mașinii / de un receiver slab al mașinii (dar cu probleme)
     Recepționat de un receiver puternic al mașinii (dar cu probleme)

## Istoric
În anul 1930, la numai doi ani de la înființare, postul public de radio difuza săptămânal conferințele Societății Inginerilor Agronomi, apoi au apărut emisiunile „Săptămâna satului” și „Ora satului”.
La data de 25 decembrie 1991 se difuzează prima emisiune a postului independent Antena Satelor, cu 5 ore de emisie pe zi și acoperire doar în București, Argeș și Dâmbovița.
Pe data de 1 martie 2006 Antena Satelor devine post național, iar în octombrie 2009 a fost lansat primul stream online de muzică populară din România.

## Frecvențe
Unde lungi:
- 153 kHz - Stația de emisie Bod, cu acoperire în toată România și Republica Moldova. Acoperire parțială și în: Ucraina, Bulgaria, Serbia, Ungaria.[2][3]

Unde medii:
- 531 kHz - Stația Urziceni (acoperire în județele Bacău, Brăila, Călărași, Ialomița, Vrancea);
- 603 kHz - Stația Herăstrău (acoperire în județele Ilfov, Giurgiu, Prahova, Teleorman);
- 630 kHz - Stația Voinești (acoperire în județele Argeș, Dâmbovița, Dolj, Olt, Vâlcea);
- 1314 kHz - Stația Valu lui Traian (acoperire în Dobrogea).
- 1314 kHz - Stația Timișoara (acoperire în Banat).

Unde ultrascurte (FM):
- 88.0 MHz - Drăgășani
- 89.0 MHz - Comănești
- 93.8 MHz - Sighetu Marmației
- 93.9 MHz - Motru
- 99.7 MHz - Târgu Bujor
- 103.2 MHz - Sulina
- 106.9 MHz - Zalău

DAB-T (radiodifuziune digitală terestră):
- canal 12A, frecvența 223,936 MHz, polarizare verticală (acoperire în București și împrejurimi). Închis pe 31 iulie 2020.

Ascultă direct pe telefon:
- 031.504.04.84 (tarif inclus în minutele naționale).[3]

## Legături externe
- http://www.srr.ro/stream/sate.asx%5Bnefuncțională%5D